# Ted Opitz

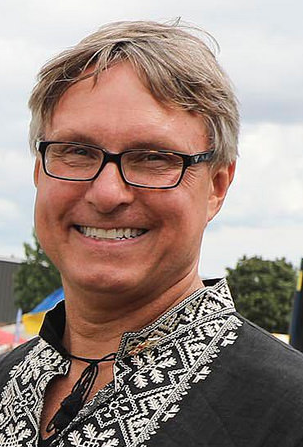
Ted Opitz, 2017

Ted Opitz (* 25. August 1961 in Toronto) ist ein kanadischer Politiker der Konservativen Partei Kanadas.

## Leben
Ab 1978 war Opitz 23 Jahre lang als Soldat in der kanadischen Armee tätig. Seit 2011 ist er Abgeordneter im House of Commons für die Konservative Partei. Er repräsentiert den Wahlbezirk Etobicoke Centre, Ontario. Im April 2014 wurde er von der russischen Regierung auf eine Sanktionsliste gesetzt.